# Perrigny-lès-Dijon
Perrigny-lès-Dijon és un municipi francès, situat al departament de la Costa d'Or i a la regió de Borgonya - Franc Comtat. L'any 2007 tenia 1.473 habitants.

## Demografia

### Població
El 2007 la població de fet de Perrigny-lès-Dijon era de 1.473 persones. Hi havia 558 famílies, de les quals 88 eren unipersonals (48 homes vivint sols i 40 dones vivint soles), 215 parelles sense fills, 231 parelles amb fills i 24 famílies monoparentals amb fills.
La població ha evolucionat segons el següent gràfic:
Habitants censats

### Habitatges
El 2007 hi havia 589 habitatges, 560 eren l'habitatge principal de la família i 29 estaven desocupats. 534 eren cases i 52 eren apartaments. Dels 560 habitatges principals, 496 estaven ocupats pels seus propietaris, 60 estaven llogats i ocupats pels llogaters i 4 estaven cedits a títol gratuït; 2 tenien una cambra, 12 en tenien dues, 58 en tenien tres, 136 en tenien quatre i 351 en tenien cinc o més. 467 habitatges disposaven pel capbaix d'una plaça de pàrquing. A 208 habitatges hi havia un automòbil i a 319 n'hi havia dos o més.

### Piràmide de població
La piràmide de població per edats i sexe el 2009 era:
| Homes | Edats   | Dones |
| ----- | ------- | ----- |
| 0     | 95 o +  | 0     |
| 8     | 90 a 94 | 0     |
| 0     | 85 a 89 | 4     |
| 4     | 80 a 84 | 0     |
| 16    | 75 a 79 | 20    |
| 16    | 70 a 74 | 16    |
| 40    | 65 a 69 | 36    |
| 44    | 60 a 64 | 40    |
| 44    | 55 a 59 | 36    |
| 56    | 50 a 54 | 92    |
| 92    | 45 a 49 | 52    |
| 88    | 40 a 44 | 84    |
| 68    | 35 a 39 | 92    |
| 32    | 30 a 34 | 40    |
| 20    | 25 a 29 | 16    |
| 40    | 20 a 24 | 40    |
| 68    | 15 a 19 | 92    |
| 80    | 10 a 14 | 88    |
| 68    | 5 a 9   | 48    |
| 24    | 0 a 4   | 32    |

## Economia
El 2007 la població en edat de treballar era de 1.017 persones, 738 eren actives i 279 eren inactives. De les 738 persones actives 696 estaven ocupades (360 homes i 336 dones) i 43 estaven aturades (27 homes i 16 dones). De les 279 persones inactives 108 estaven jubilades, 114 estaven estudiant i 57 estaven classificades com a «altres inactius».

### Ingressos
El 2009 a Perrigny-lès-Dijon hi havia 583 unitats fiscals que integraven 1.498 persones, la mediana anual d'ingressos fiscals per persona era de 24.299,5 €.

### Activitats econòmiques
Dels 76 establiments que hi havia el 2007, 3 eren d'empreses de fabricació de material elèctric, 3 d'empreses de fabricació d'altres productes industrials, 22 d'empreses de construcció, 12 d'empreses de comerç i reparació d'automòbils, 4 d'empreses de transport, 4 d'empreses d'hostatgeria i restauració, 2 d'empreses d'informació i comunicació, 4 d'empreses financeres, 5 d'empreses immobiliàries, 9 d'empreses de serveis, 3 d'entitats de l'administració pública i 5 d'empreses classificades com a «altres activitats de serveis».
Dels 27 establiments de servei als particulars que hi havia el 2009, 1 era una oficina de correu, 4 paletes, 6 guixaires pintors, 2 fusteries, 1 lampisteria, 5 electricistes, 3 empreses de construcció, 1 perruqueria, 1 agència de treball temporal, 1 restaurant, 1 agència immobiliària i 1 saló de bellesa.
Dels 5 establiments comercials que hi havia el 2009, 1 era, 1 una botiga de menys de 120 m², 2 botigues de mobles i 1 una perfumeria.
L'any 2000 a Perrigny-lès-Dijon hi havia 8 explotacions agrícoles que ocupaven un total de 455 hectàrees.

## Equipaments sanitaris i escolars
El 2009 hi havia 1 escola maternal i 1 escola elemental.

## Poblacions més properes
El següent diagrama mostra les poblacions més properes.